# Szymon Czyż
Szymon Czyż (Gdynia, 8 luglio 2001) è un calciatore polacco, centrocampista del Widzew Łódź.

## Caratteristiche tecniche
È un centrocampista offensivo, capace di giocare sia come trequartista che come regista in un centrocampo a 3. 

## Carriera

### Club

#### Gli inizi fra Lech e Lazio
Cresciuto nelle giovanili di Arka Gdynia e Lech Poznań, il 24 luglio 2018, a soli diciassette anni, passa alla Lazio. 
Inserito nella formazione giovanile, militante in Primavera 2, riesce subito alla prima stagione a centrare la promozione, realizzando fra gli altri cinque gol in venti gare. La seconda stagione con le giovanili dei biancocelesti lo vede nuovamente al centro della formazione allenata da Leonardo Menichini, e si conclude con un nono posto in classifica. Nel 2020-2021 disputa il suo terzo campionato Primavera, ma arrivano anche le prime convocazioni in prima squadra. Nonostante si sieda in panchina quattro volte in Serie A e due in Coppa Italia, non riesce ad esordire. 
La prima gara fra i professionisti arriva invece in Champions League il 28 ottobre 2020, dove gioca 22' nel match pareggiato per 1-1 contro il Club Bruges, subentrando a Felipe Caicedo.

#### Warta Poznań
Al termine della stagione, tuttavia, i biancocelesti decidono di non rinnovare il suo contratto. Il 2 luglio 2021 viene annunciato il suo passaggio a titolo definitivo, con un contratto sino al 2024, al Warta Poznań, militante nella massima serie polacca. Debutta con la maglia degli zieloni il 25 luglio successivo, giocando da titolare nella gara pareggiata per 2-2 contro lo Śląsk Wrocław. 

#### Raków Częstochowa
Il 10 gennaio 2022, dopo appena sei mesi con la maglia del Warta, viene ufficializzato il suo passaggio al Raków Częstochowa a titolo definitivo. Esordisce con la nuova maglia il 6 febbraio, subentrando a Ben Lederman nei minuti finali della gara vinta 2-0 contro il Wisła Kraków.

## Statistiche

### Presenze e reti nei club
Statistiche aggiornate al 3 agosto 2022.
| Stagione        | Squadra           | Campionato      | Campionato | Campionato | Coppe nazionali | Coppe nazionali | Coppe nazionali | Coppe continentali | Coppe continentali | Coppe continentali | Altre coppe | Altre coppe | Altre coppe | Totale | Totale |
| Stagione        | Squadra           | Comp            | Pres       | Reti       | Comp            | Pres            | Reti            | Comp               | Pres               | Reti               | Comp        | Pres        | Reti        | Pres   | Reti   |
| --------------- | ----------------- | --------------- | ---------- | ---------- | --------------- | --------------- | --------------- | ------------------ | ------------------ | ------------------ | ----------- | ----------- | ----------- | ------ | ------ |
| 2020-2021       | Lazio             | A               | 0          | 0          | CI              | 0               | 0               | UCL                | 1                  | 0                  | -           | -           | -           | 1      | 0      |
| 2021-gen.2022   | Warta Poznań      | EK              | 15         | 0          | PP              | 1               | 0               | -                  | -                  | -                  | -           | -           | -           | 16     | 0      |
| gen.-giu. 2022  | Raków Częstochowa | EK              | 8          | 0          | PP              | 1               | 0               | -                  | -                  | -                  | -           | -           | -           | 9      | 0      |
| 2022-2023       | Raków Częstochowa | EK              | 1          | 0          | PP              | 0               | 0               | UEC                | 2                  | 0                  | SP          | 1           | 0           | 4      | 0      |
| Totale carriera | Totale carriera   | Totale carriera | 24         | 0          |                 | 2               | 0               |                    | 3                  | 0                  |             | 1           | 0           | 30     | 0      |

## Palmarès

### Club

#### Competizioni nazionali
- Coppa di Polonia: 1

Raków Częstochowa: 2021-2022
- Supercoppa di Polonia: 1

Raków Częstochowa: 2022
- Campionato polacco: 1

Raków Częstochowa: 2022-2023